# Dadi Wirz
Dadi Wirz (* 22. Juni 1931 in Muttenz) ist ein Schweizer Objekt- und Konzeptkünstler, Maler, Grafiker, Fotograf und Kunstpädagoge.

## Leben und Werk
Dadi Wirz heimatberechtigt in Gelterkinden ist ein Sohn des Ethnologen Paul Wirz und der Hanna, geborene Wenige. Sein Halbbruder ist Peter Wirz.
Wirz verbrachte seine Kindheit auf einer Insel in Sri Lanka und in der Dominikanischen Republik. Von 1946 bis 1950 besuchte er den Vorkurs an der Allgemeinen Gewerbeschule Basel, absolvierte von 1947 bis 1950 eine Fotografenlehre und besuchte die École du Louvre. Von 1950 bis 1951 studierte Wirz an der Akademie von André Lhote und lernte u. a. Alexander Calder, Max Ernst, Alberto Giacometti und Hans Arp kennen. Nach einem längeren Aufenthalt in Neuguinea lehrte er während 15 Jahren in Ohio, Providence und Houston. Wieder in Basel unterrichtete er an der Schule für Gestaltung.
Ein wichtiger Aspekt im Schaffen von Wirz sind geografische Bezüge. So werden Flussläufe zu Reliefs und die Umrisse der französischen Atlantikküste dienen als Grundlage für eine Objektserie. In seiner «Wandskulptur Baselbieter Gemeinden» von 2019 schuf er aus den Umrissen und Höhenlinien einzelner Gemeinden ein abstraktes dreidimensionales Bild. Sein Werk umfasst zudem Malerei, Keramik, Radierungen, Zeichnungen, Objekt- und Konzeptkunst, Mail Art sowie Druckgrafiken.
2021 erhielt Dadi Wirz den Kulturpreis des Kantons Basel-Landschaft, Spartenpreis Kunst.